# Rajd Baltic 1974
Rajd Baltic 1974 (11. Int. Sachs Rallye Baltic) – 11 edycja rajdu samochodowego Rajd Baltic rozgrywanego w Niemczech. Rozgrywany był od 30 sierpnia do 1 września 1974 roku. Była to dwudziesta runda Rajdowych Mistrzostw Europy w roku 1974.

## Klasyfikacja rajdu
| Miejsce                                          | Kierowca                                         | Pilot                                            | Samochód                                         | Czas                                             | Strata                                           |                                                  |
| Klasyfikacja generalna, ERC i mistrzostw Niemiec | Klasyfikacja generalna, ERC i mistrzostw Niemiec | Klasyfikacja generalna, ERC i mistrzostw Niemiec | Klasyfikacja generalna, ERC i mistrzostw Niemiec | Klasyfikacja generalna, ERC i mistrzostw Niemiec | Klasyfikacja generalna, ERC i mistrzostw Niemiec | Klasyfikacja generalna, ERC i mistrzostw Niemiec |
| ------------------------------------------------ | ------------------------------------------------ | ------------------------------------------------ | ------------------------------------------------ | ------------------------------------------------ | ------------------------------------------------ | ------------------------------------------------ |
| 1.                                               | Reinhard Hainbach                                | Gerd Wisniewski                                  | Ford Capri RS                                    | 3:30:02                                          | 0.0                                              |                                                  |
| 2.                                               | John Nordahl Jensen                              | Michael Eisenberg                                | Toyota Corolla                                   | 3:31:56                                          | +1:54                                            |                                                  |
| 3.                                               | Oluf Vester Kristensen                           | Hans Toudal                                      | BMW                                              | 3:32:19                                          | +2:17                                            |                                                  |
| 4.                                               | Erik Berth                                       | Åge Winther Nielsen                              | BMW 2002 Tii                                     | 3:33:21                                          | +3:19                                            |                                                  |
| 5.                                               | Jan Glad                                         | Peer Glad                                        | Opel Commodore GS/E                              | 3:33:49                                          | +3:47                                            |                                                  |
| 6.                                               | Henning Christensen                              | Wladimir Sidorenco                               | Toyota Celica GT                                 | 3:35:36                                          | +5:34                                            |                                                  |
| 7.                                               | Kelle Moller                                     | Jensen                                           | BMW 2002 Tii                                     | 3:39:03                                          | +9:01                                            |                                                  |
| 8.                                               | Johannes Schnoor                                 | Hans-Jürgen Blöcker                              | BMW 1602                                         | 3:39:12                                          | +9:10                                            |                                                  |
| 9.                                               | Jørgen Bindner                                   | Poul Andreasen                                   | Opel Ascona 1.9 SR                               | 3:41:02                                          | +11:00                                           |                                                  |
| 10.                                              | Hans Britth                                      | Fergus Sager                                     | Fiat 124 ST                                      | 3:43:03                                          | +13:01                                           |                                                  |